# 瓦尔韦斯蒂诺
瓦尔韦斯蒂诺（義大利語：Valvestino），是意大利布雷西亚省的一个市镇。总面积31平方公里，人口215人，人口密度6.9人/平方公里（2009年）。国家统计（ISTAT）代码为017194。